# Jaret Anderson-Dolan
Jaret Anderson-Dolan (* 12. September 1999 in Calgary, Alberta) ist ein kanadischer Eishockeyspieler, der seit Juli 2024 bei den Winnipeg Jets in der National Hockey League (NHL) unter Vertrag steht und parallel für deren Farmteam, die Manitoba Moose, in der American Hockey League (AHL) zum Einsatz kommt. Zuvor verbrachte er knapp sechs Jahre in der Organisation der Los Angeles Kings und spielte kurzzeitig für die Nashville Predators. Mit der kanadischen Nationalmannschaft gewann der Center bei der Weltmeisterschaft 2021 die Goldmedaille.

## Karriere
Jaret Anderson-Dolan besuchte in seiner Jugend die „Edge School“, eine Privatschule westlich seiner Heimatstadt Calgary, und spielte für deren Eishockeyteams in lokalen Nachwuchsligen. Im Bantam Draft der Western Hockey League (WHL) des Jahres 2014 wurde er an 14. Position von den Spokane Chiefs ausgewählt, für die er in der Saison 2014/15 bereits erste Partien in der ranghöchsten Juniorenliga seiner Heimatprovinz bestritt. Mit Beginn der Spielzeit 2015/16 etablierte er sich bei den Chiefs, bevor dem Center dort in der Saison 2016/17 mit 76 Scorerpunkten aus 71 Spielen der Durchbruch gelang. In der Folge wurde er im NHL Entry Draft 2017 an 41. Stelle von den Los Angeles Kings berücksichtigt, die ihn im September 2017 mit einem Einstiegsvertrag ausstatteten. Vorerst kehrte der Kanadier jedoch nach Spokane zurück, wo er seine persönliche Statistik erneut auf 91 Punkte steigerte und daher am Saisonende ins West First All-Star Team der WHL gewählt wurde.
Gegen Ende der Spielzeit 2017/18 wechselte Anderson-Dolan erstmals in die Organisation der Kings und bestritt für deren Farmteam, die Ontario Reign aus der American Hockey League (AHL), erste Partien im Profibereich. Anschließend gab er im Oktober 2018 sein Debüt für Los Angeles in der National Hockey League (NHL), wurde jedoch nach fünf Einsätzen zurück in die WHL geschickt, um dort weitere Spielpraxis zu sammeln. Bei den Chiefs übernahm er dabei das Amt des Mannschaftskapitäns, während er Teile der Saison aufgrund einer Handgelenksverletzung samt folgender Operation verpasste. Zur Spielzeit 2019/20 wechselte der Angreifer endgültig in die Organisation der Kings, wobei er das Jahr überwiegend in Ontario verbrachte, wo er in 53 AHL-Partien auf 28 Punkte kam. Mit Beginn der Saison 2020/21 etablierte der Kanadier sich schließlich im NHL-Aufgebot der Kings, verlor diesen Stammplatz allerdings in der folgenden Spielzeit 2021/22 wieder.
Nach knapp sechs Jahren in der Organisation der Kings gelangte er im März 2024 über den Waiver zu den Nashville Predators, als er erneut in die AHL geschickt werden sollte. Dort beendete er die Saison 2023/24 und wechselte anschließend als Free Agent zu den Winnipeg Jets.

### International
Auf internationaler Ebene sammelte Anderson-Dolan bei der World U-17 Hockey Challenge 2015 erste Erfahrungen und gewann dort mit dem Team Canada White die Goldmedaille. Es folgten ein fünfter Platz bei der U18-Weltmeisterschaft 2017 sowie ein sechster Rang bei der U20-Weltmeisterschaft 2019, was seine einzigen großen Turniere mit den kanadischen Nachwuchsnationalmannschaften bleiben sollten. Anschließend gehörte er bei der Weltmeisterschaft 2021 in Lettland zum Kader der A-Nationalmannschaft seines Heimatlandes, kam dort in allen zehn Partien des Turniers zum Einsatz und gewann mit dem Team letztlich den Weltmeistertitel.

## Erfolge und Auszeichnungen
- 2015 Goldmedaille bei der World U-17 Hockey Challenge
- 2018 WHL West First All-Star Team
- 2021 Goldmedaille bei der Weltmeisterschaft

## Karrierestatistik
Stand: Ende der Saison 2024/25

### International
Vertrat Kanada bei: 
- World U-17 Hockey Challenge 2015
- U18-Weltmeisterschaft 2017
- U20-Weltmeisterschaft 2019
- Weltmeisterschaft 2021

(Legende zur Spielerstatistik: Sp oder GP = absolvierte Spiele; T oder G = erzielte Tore; V oder A = erzielte Assists; Pkt oder Pts = erzielte Scorerpunkte; SM oder PIM = erhaltene Strafminuten; +/− = Plus/Minus-Bilanz; PP = erzielte Überzahltore; SH = erzielte Unterzahltore; GW = erzielte Siegtore; 1 Play-downs/Relegation; Kursiv: Statistik nicht vollständig)

## Persönliches
Anderson-Dolan wuchs mit zwei Müttern auf und engagiert sich daher für die LGBT-Community bzw. gegen Homophobie.